# Gerhardt Holz
Gerhardt Holz (Joinville, 24 de dezembro de 1921 – Malandrone, 5 de abril de 1945) foi um militar brasileiro.

## Biografia
Nasceu em 24 de dezembro de 1921, em uma tradicional família de Joinville, sendo seu único filho homem e tendo mais três irmãs.
Participou da Força Expedicionária Brasileira (FEB), fazendo parte do contingente do 13.º Batalhão de Caçadores. Embarcou para além-mar em 20 de setembro de 1944. Na Itália, aprendeu a localizar, manusear e desarmar minas terrestres.  Após a Batalha de Monte Castello, Holz foi limpar o terreno, retirando e colocando as minas terrestres num Dodge WC, quando ocorreu uma explosão na Ponte de Malandrone, onde estava, matando Holz e os seus companheiros.
Sua morte foi muito lamentada pela família, amigos e, principalmente, pelo seu pai, que nunca se conformou em perder o único filho homem. Os restos mortais do Expedicionário Gerhardt Holz estão depositados no Memorial dos Pracinhas, no Rio de Janeiro.
Em 24 de janeiro de 1948, o prefeito de Joinville, Dr. João Colin, pela Lei n.º 17, renomeou a então Rua Hamonia, no centro de Joinville, para Rua Expedicionário Holz, em sua homenagem.